# ボールドラッド (1964年生まれの競走馬)
ボールドラッド（Bold Lad、1964年 - 1986年）は、アイルランドのサラブレッドの競走馬、種牡馬。1966年のミドルパークステークスなどで勝利し、3歳で引退するまでに9戦5勝の戦績を挙げた。

## 経歴
- 当時はグループ制未導入。

### 出自
アイルランドにおいて、グラナード伯爵夫人ベアトリス・フォーブスに生産されたサラブレッドの牡馬である。生産者であるグラナード伯爵夫人はアメリカ合衆国の出身で、ボールドルーラーを所有していたホイートリー牧場のグラディス・ミルズ・フィップスと双子の姉妹であった。ボールドラッドは、体高が16ハンドほどあり、額に小さな白い星がついているのが特徴的であったという。ボールドラッドはアイルランドのカラ競馬場近郊に厩舎を構えるパディ・プレンダーガスト調教師のもとに送り込まれて訓練を受けた。

### 1966年（2歳時）
ボールドラッドのデビュー戦は地元アイルランドでのヤングスターズステークスで、ここで初勝利を挙げている。それからすぐにボールドラッドはイギリスへと送られ、アスコット競馬場のコヴェントリーステークスに出場、のちのダービー馬であるロイヤルパレスらを破って勝利した。
続くドンカスター競馬場でのシャンペンステークスではそれまで無敗を誇っていたリボッコを破って優勝、プレンダーガストはボールドラッドをこれまでに訓練した中で最高の2歳馬だと語った。同年の最後の競走は9月のニューマーケット競馬場で迎えたミドルパークステークスで、これを勝利してこの年を無敗で締めくくった。
ボールドラッドはタイムフォームのフリーハンデキャップにおいて、2歳としては破格の133ポンドが与えられた。年度代表馬選考においてもボールドラッドの名は挙がり、3歳馬のシャーロットタウンとソディウムに次ぐ得票数3位であった。

### 1967年（3歳時）
ボールドラッドの3歳初戦は、アイルランドのカラ競馬場で行われたテトラークステークスで、これに勝利している。その後再びイギリスに送られ、ニューマーケットの2000ギニーステークスに出走、ロイヤルパレスとともに100/30（約4.3倍）のオッズで1番人気タイであった。しかし進路を塞がれてきれいに走れず、結果ロイヤルパレスが勝つ一方で着外に終わった。その後、ボールドラッドはニューベリー競馬場のロッキンジステークスに出走、ここでも1番人気に据えられたが、アイルランドの4歳馬ブルーララに3/4馬身差で敗れた。その後アスコットでのセントジェームズパレスステークスで3着に入ったのを最後に引退した。

## 種牡馬入り後
引退後のボールドラッドは種牡馬となり、初年度の種付け料は400ギニーに設定されていた。初年度産駒から1000ギニー優勝馬のウォータールーを出すなど好調な成績を収め、このほかにリッチモンドステークス優勝馬のパーシャンボールド、ロッキンジステークス優勝馬ボールドボーイ、ジュライカップ勝ち馬ネヴァーソーボールドなどを出した。

## 血統表
| ボールドラッドの血統                 | ボールドラッドの血統                                 | ボールドラッドの血統                                 | （血統表の出典）                                     | （血統表の出典） |
| 父系                                 | ボールドルーラー系                                   | ボールドルーラー系                                   | ボールドルーラー系                                   | [ § 2 ]          |
| 父 Bold Ruler アメリカ 黒鹿毛 1954   | 父の父Nasrullah イギリス 鹿毛 1940                   | Nearco                                               | Pharos                                               | Pharos           |
| 父 Bold Ruler アメリカ 黒鹿毛 1954   | 父の父Nasrullah イギリス 鹿毛 1940                   | Nearco                                               | Nogara                                               |                  |
| 父 Bold Ruler アメリカ 黒鹿毛 1954   | 父の父Nasrullah イギリス 鹿毛 1940                   | Mumtaz Begum                                         | Blenheim                                             | Blenheim         |
| 父 Bold Ruler アメリカ 黒鹿毛 1954   | 父の父Nasrullah イギリス 鹿毛 1940                   | Mumtaz Begum                                         | Mumtaz Mahal                                         |                  |
| 父 Bold Ruler アメリカ 黒鹿毛 1954   | 父の母Miss Disco アメリカ 鹿毛 1944                  | Discovery                                            | Display                                              | Display          |
| 父 Bold Ruler アメリカ 黒鹿毛 1954   | 父の母Miss Disco アメリカ 鹿毛 1944                  | Discovery                                            | Ariadne                                              |                  |
| 父 Bold Ruler アメリカ 黒鹿毛 1954   | 父の母Miss Disco アメリカ 鹿毛 1944                  | Outdone                                              | Pompey                                               | Pompey           |
| 父 Bold Ruler アメリカ 黒鹿毛 1954   | 父の母Miss Disco アメリカ 鹿毛 1944                  | Outdone                                              | Sweep Out                                            |                  |
| 母 Barn Pride アイルランド 栗毛 1957 | 母の父Democratic 栗毛 1952                           | Denturius                                            | Gold Bridge                                          | Gold Bridge      |
| 母 Barn Pride アイルランド 栗毛 1957 | 母の父Democratic 栗毛 1952                           | Denturius                                            | La Solfatara                                         |                  |
| 母 Barn Pride アイルランド 栗毛 1957 | 母の父Democratic 栗毛 1952                           | Light Fantasy                                        | Signal Light                                         | Signal Light     |
| 母 Barn Pride アイルランド 栗毛 1957 | 母の父Democratic 栗毛 1952                           | Light Fantasy                                        | Last Act                                             |                  |
| 母 Barn Pride アイルランド 栗毛 1957 | 母の母Fair Alycia イギリス 栗毛 1952                 | Alycidon                                             | Donatello                                            | Donatello        |
| 母 Barn Pride アイルランド 栗毛 1957 | 母の母Fair Alycia イギリス 栗毛 1952                 | Alycidon                                             | Aurora                                               |                  |
| 母 Barn Pride アイルランド 栗毛 1957 | 母の母Fair Alycia イギリス 栗毛 1952                 | Fair Edwine                                          | Fair Trial                                           | Fair Trial       |
| 母 Barn Pride アイルランド 栗毛 1957 | 母の母Fair Alycia イギリス 栗毛 1952                 | Fair Edwine                                          | Edvina                                               |                  |
| 母系(F-No.)                          | 2号族(FN:2-e)                                        | 2号族(FN:2-e)                                        | 2号族(FN:2-e)                                        | [ § 3 ]          |
| 5代内の近親交配                      | Pharos・Fairway 4×5×5 = 12.50%, Blenheim 4×5 = 9.38% | Pharos・Fairway 4×5×5 = 12.50%, Blenheim 4×5 = 9.38% | Pharos・Fairway 4×5×5 = 12.50%, Blenheim 4×5 = 9.38% | [ § 4 ]          |
| 出典                                 | 1. 2. 3. 4.                                          | 1. 2. 3. 4.                                          | 1. 2. 3. 4.                                          | 1. 2. 3. 4.      |